# Índex del Planeta Feliç

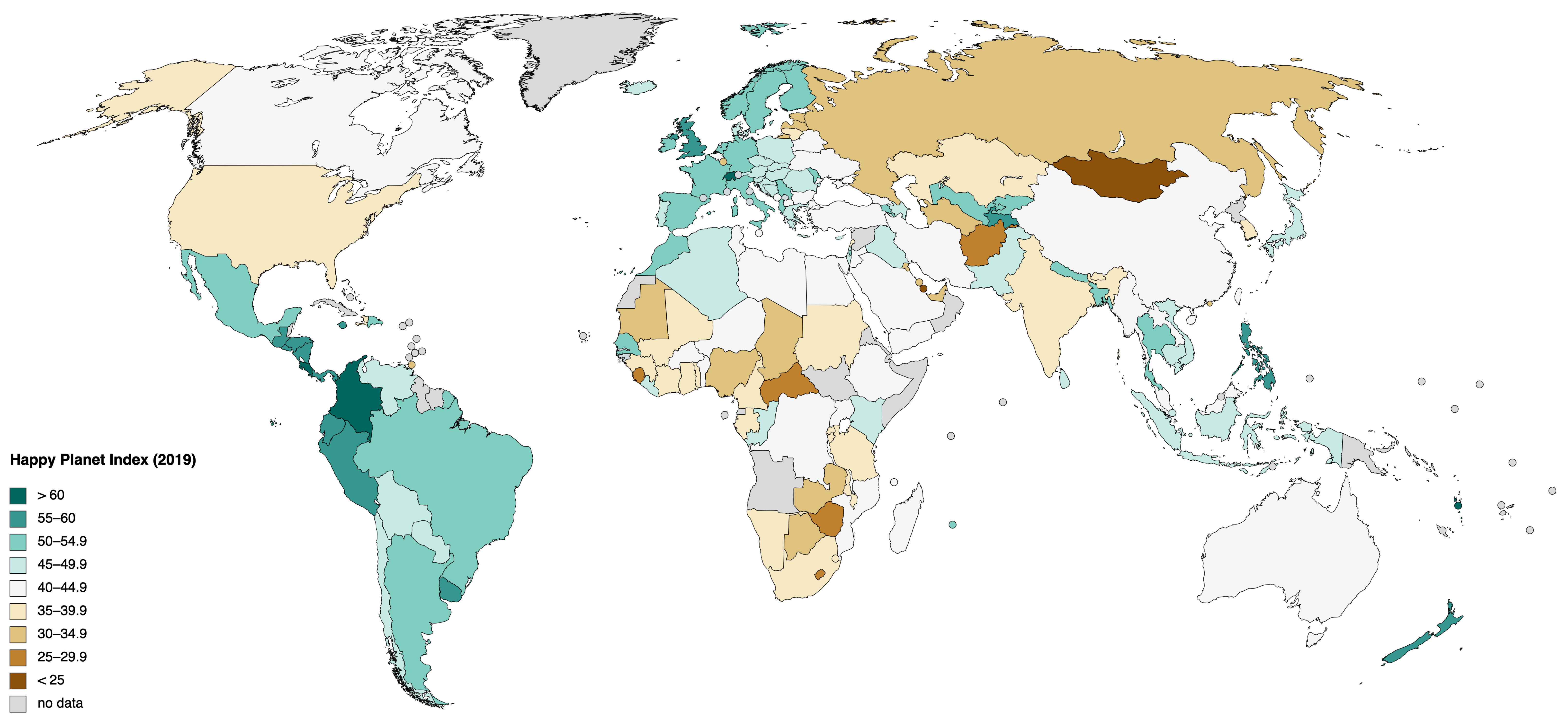
Mapa que mostra els països acolorits segons llur posició a l'índex del Planeta Feliç (2006). Els països situats al capdavant del rànquing estan acolorits en verd, mentre que els que es troben al final apareixen de color marró.

L'índex del Planeta Feliç (en anglès, Happy Planet Index o HPI) és un índex de benestar humà i impacte ambiental que va ser introduït per la New Economics Foundation el 2006. El valor de l'HPI de cada país és una funció de la satisfacció subjectiva de la vida mitjana, l'esperança de vida al naixement i l'empremta ecològica per capita. La funció exacta és una mica més complexa, però conceptualment s'aproxima a multiplicar la satisfacció de la vida i l'esperança de vida, dividint-la per la petjada ecològica. L'índex està ponderat per donar puntuacions progressivament més altes a les nacions amb petjades ecològiques més baixes.
L'índex està dissenyat per desafiar índexs ben establerts del desenvolupament dels països, com ara el producte interior brut (PIB) i l'índex de desenvolupament humà (IDH), que es considera que no tenen en compte la sostenibilitat. En particular, el PIB es veu inadequat, ja que l'objectiu final habitual de la majoria de la gent no és ser ric, sinó ser feliç i sa. A més, es creu que la noció de desenvolupament sostenible requereix una mesura dels costos ambientals per assolir aquests objectius.